# Sumatra Północna
Sumatra Północna (indonez. Sumatera Utara) – prowincja w Indonezji w północnej części Sumatry. Obejmuje również wyspę Nias i wyspy Batu leżące na Oceanie Indyjskim. Powierzchnia 72 981 km²; 15,1 mln mieszkańców (2022); stolica Medan.
Większą część powierzchni zajmują góry Barisan (Sinabung 2460 m n.p.m.) z licznymi wulkanami i jeziorem Toba. Bliżej wybrzeży nizinne tereny w dużym stopniu pokryte bagnami.
Ludność prowincji tworzą Malajowie wyznający islam, Batakowie będący w większości chrześcijanami (gł. protestantami) oraz przybysze z Jawy, Chin, Indii. Główne miasta: Medan, Binjai, Pematang Siantar, Tebing Tinggi. 
Gospodarka: rolnictwo i przetwórstwo płodów rolnych (olej palmowy, tytoń, kawa, kauczuk); eksploatacja lasów; wydobycie ropy naftowej i gazu ziemnego; rybołówstwo; przemysł gł. spożywczy, drzewny, petrochemiczny.